# Lepidobatrachus llanensis
Espèce
Statut de conservation UICN

 LC  : Préoccupation mineure
Lepidobatrachus llanensis est une espèce d'amphibiens de la famille des Ceratophryidae.

## Répartition
Cette espèce se rencontre jusqu'à 300 m d'altitude :
- en Argentine, dans les provinces de La Rioja, de Formosa, de Córdoba, de Salta, de Catamarca, de Santiago del Estero et du Chaco ;
- au Paraguay, dans le département de l'Alto Paraguay ;
- en Bolivie, dans la province de Gran Chaco dans le département de Tarija.

## Étymologie
Son nom d'espèce, composé de llan[os] et du suffixe latin -ensis, « qui vit dans, qui habite », lui a été donné en référence au lieu de sa découverte, Punta de los Llanos, dans la province de La Rioja.

## Publication originale
- Reig & Cei, 1963 : Elucidación morfológica-estadística de las entidades del género Lepidobatrachus Budgett (Anura: Ceratophrynidae) con considereciones sobre la extensión del distrito chaqueño del domino zoogeográphico subtropical. Physis, vol. 24, p. 181-204.